# Hong Bao
Hong Bao (chinês: 洪保;) período de serviços (1412–1433) foi um eunuco chinês enviado em missões diplomáticas durante os reinados do imperador Yongle e Xuande na dinastia Ming. Ele é mais conhecido como o comandante de um dos esquadrões destacados da frota de Zheng He durante a Sétima Viagem desta frota ao Oceano Índico (1431–1433).
Em seu livro 1421: The Year China Discovered the World, o historiador Gavin Menzies reporta várias fontes históricas relatando viagens de Hong Bao à Antárctica e Austrália.